# Оведино (Изернија)
Оведино је насеље у Италији у округу Изернија, региону Молизе.
Према процени из 2011. у насељу је живело 176 становника. Насеље се налази на надморској висини од 875 м.